# Exosiperna scapha
Exosiperna scapha is een tweekleppigensoort uit de familie van de Mytilidae. De wetenschappelijke naam van de soort is voor het eerst geldig gepubliceerd in 1908 door Verco.